# 내촌초등학교 대봉분교
내촌초등학교 대봉분교는 대한민국 강원특별자치도 홍천군 내촌면 화상대리 694에 있었던 공립 초등학교이다.

## 연혁
- 1946년 9월 30일 화상국민학교로 인가
- 1955년 8월 31일 대봉국민학교로 개칭
- 1996년 3월 1일 대봉초등학교로 개칭
- 1998년 3월 1일 내촌초등학교 대봉분교장 편입
- 1999년 9월 1일 폐교